# ヒルトポルトシュタイン
ヒルトポルトシュタイン (ドイツ語: Hiltpoltstein) は、ドイツ連邦共和国バイエルン州オーバーフランケン行政管区のフォルヒハイム郡に属す市場町で、グレーフェンベルク行政共同体を形成する。ニュルンベルクの北東約25kmのフレンキシェ・シュヴァイツ内に位置する。

## 地理

### 自治体の構成
この町は、公式には12の地区 (Ort) からなる。このうち孤立農場などを除く集落を以下に列記する。
- アルモス
- グローセンノーエ
- ヒルポルトシュタイン
- カペル
- ケンマーテン
- メヒス
- ショサリッツ

## 歴史

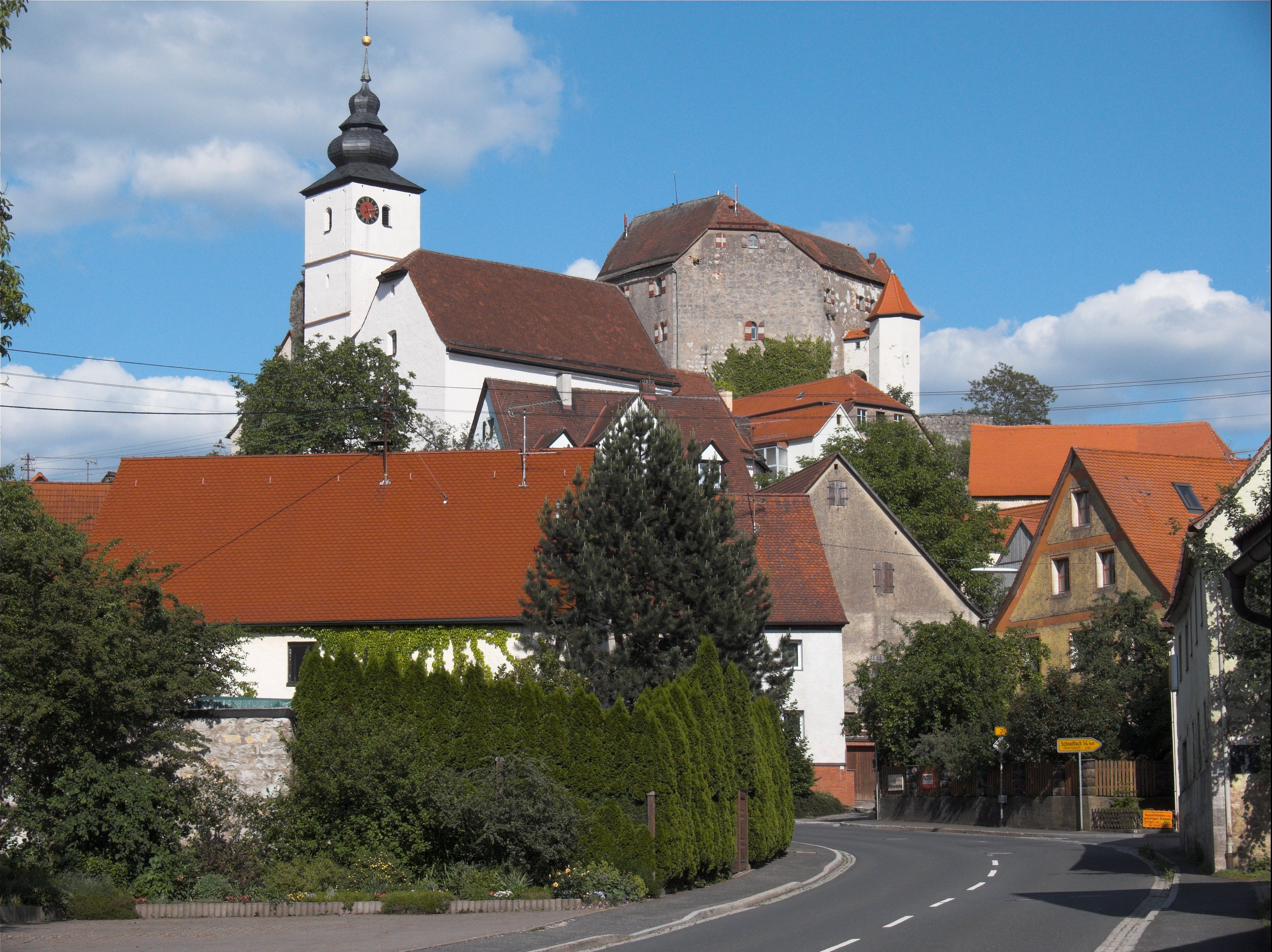
ヒルポルトシュタイン西側からの眺め

この村は、1109年にヴァイセノーエ修道院の所領として、初めて文献上で言及される。1188年にシュタウフェン家の所領となった。シュタウフェン家の最後の末裔であるコッラディーノの処刑後、1268年にバイエルン公ルートヴィヒ2世の手に渡り、さらに1329年にはプファルツ選帝侯領となった。14年後に皇帝カール4世がプファルツ伯ルプレヒトからこの村と城を購入し、ボヘミア王国の飛び地として重罪裁判権を有する保護領役所を城内に設けた。村は1417年にジグムント王により市場の開催権を与えられた。1503年にはボヘミアのレーエンとして帝国自由都市ニュルンベルクの統治下に入り、ヒルトポルトシュタインにはニュルンベルクの役所が置かれた。1806年にこの町は、他のニュルンベルク市支配地域とともに、ライン同盟の取り決めに基づいて新たに創設されたバイエルン王国領となった。ヒルポルトシュタインは、1808年にペグニッツ郡グレーフェンベルク地方裁判所管区、1810年にレツァト郡、1817年にオーバーマイン郡にそれぞれ属した。

## 行政

### 議会
ヒルトポルトシュタインの議会は首長を含む13議席で構成される。

### 紋章
図柄：右上が金地、左下が赤地と斜めに二分割。その中央に左右二分割された小さな盾型。向かって左は金地に半身の赤い嘴を持った黒い鷲。向かって右は赤と銀の斜め縞模様。

### 友好都市
- Nagygörü（ハンガリー）

## 見所

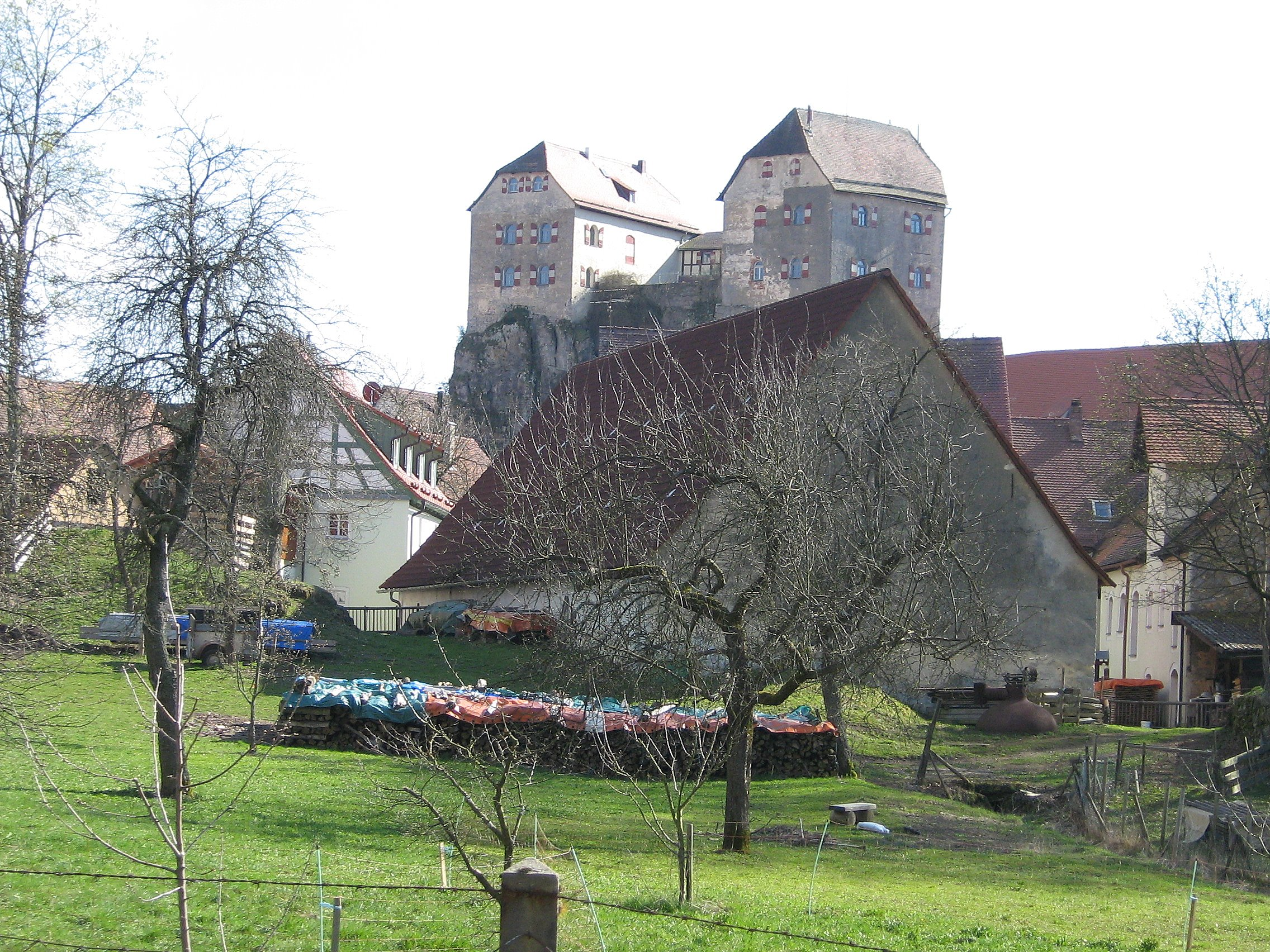
ヒルポルトシュタイン城

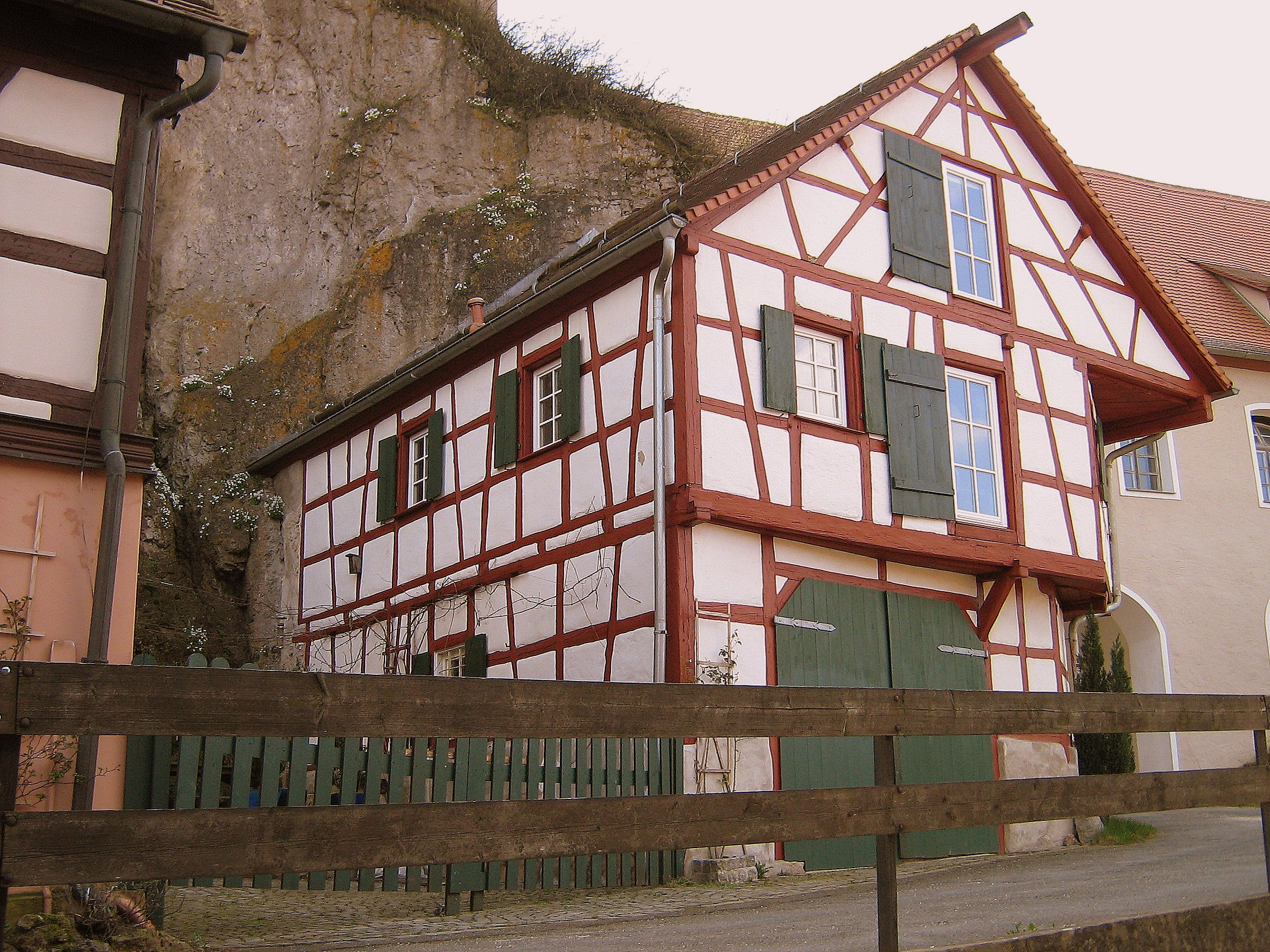
ヒルポルトシュタインの木組み建築

- ヒルポルトシュタイン城（私邸）
- 木組み建築
- 小さな郷土博物館が付属した、北の城門
- マテウス教会

### スポーツ
ヒルポルトシュタイン周辺には、すばらしい遊歩道が整備されている。この遊歩道は、自然学習路にもなっている。ヒルポルトシュタインには多くのロッククライミングに適した岩山があり、100を超える登攀路が整備されている。

## 経済と社会資本

### 交通
この町は、連邦道B2号沿いに位置する。アウトバーンA9号線にはホルメスドルフ・インターチェンジ（約9km離れている）を利用する。郡庁所在地であるフォルヒハイムへは西に約23km、エアランゲンへは南西に31kmの距離である。

## 引用
1. ↑  https://www.statistikdaten.bayern.de/genesis/online?operation=result&code=12411-003r&leerzeilen=false&language=de Genesis-Online-Datenbank des Bayerischen Landesamtes für Statistik Tabelle 12411-003r Fortschreibung des Bevölkerungsstandes: Gemeinden, Stichtag (Einwohnerzahlen auf Grundlage des Zensus 2011)
2. ↑  Bayerische Landesbibliothek Online